# Пунг, Михкель
Михкель Пунг (эст. Mihkel Pung; 19 октября 1876, Вильяндимаа, Лифляндская губерния, Российская империя — 11 октября 1941, Северо-Уральский ИТЛ, Сосьва, Свердловская область, РСФСР) — эстонский политический и государственный деятель, министр экономики Эстонии (1931), министр иностранных дел Эстонии (19 июля — 21 октября 1932), спикер Национального совета (верхней палаты парламента Эстонии) (с 21 апреля 1938 по 5 июля 1940), дипломат, юрист, редактор.

## Биография
Родился в семье фермера. Учился в Гимназии Хуго Треффнера в Дерпте.
С 1897 года изучал право в Дерптском университете. В 1900/1901 году слушал лекции на юридических курсах Санкт-Петербургского императорского университета.
В 1903—1905 годах работал в редакции газеты «Teataja» в Ревеле, в 1904 году стал городским секретарём Ревеля. Участвовал в революции 1905 года. За участие в революционном движении в 1905 г. ему пришлось выехать за границу.
В 1906—1911 годах занимался юридической практикой в Санкт-Петербурге, в 1909—1911 годах редактировал там же журнал «Seadus ja Kohus», 1911—1918 годах — в Ревеле.
Член Народной партии Эстонии.
В первые годы независимости был финансовым представителем Эстонии в Хельсинки, где занимался организацией там печатания первых эстонских банкнот), в 1919 году — первый президент Эстонского банка, в 1920—1924 гг. занимался банковской деятельностью в Таллине, с 1924 г. снова работал юристом. С 1926 — юрисконсульт Торгово-промышленной палаты Эстонии, в 1931 — министр экономики, в 1932 — министр иностранных дел, в 1935—1938 гг. — член Госсовета народного хозяйства; был одним из разработчиков Конституции 1937 года.
Член IV и V Рийгикогу и Национального собрания (в последнем был председателем верхней палаты парламента Эстонии), член и председатель Государственного совета Эстонии.
После присоединение Эстонии к СССР он и его семья были арестованы в Таллине в 1941 году и депортирован вглубь Советского Союза, приговорён по решению трибунала НКВД к заключению в СевУралЛаге в Свердловской области.
Умер в заключении в 1941 году.